# アウグスト・ヴェーラー
アウグスト・ヴェーラー（August Wöhler、1819年6月22日 - 1914年3月21日）はドイツの鉄道技師で、金属疲労に関する体系的な研究で最もよく知られている。

## 生涯
地元の教師ゲオルク・ハインリヒ・ヴェーラーを父に持ち、ハノーファーのゾルタウに生まれた。早くから数学の才能を発揮し1835年から奨学金を得て、カール・カルマルシュの指導の下、ハノーファー高等専門学校で学んだ。
1840年にはベルリンのボルシッヒ工場に採用され、線路製造に携わった。1843年、ハノーファーに短期滞在した後、ベルギーで機関車運転の指導を受け始め、王立ハノーファー国有鉄道のハノーファー-ブルンスウィック線の機関士として戻った。1847年、ヴェーラーはオーダーのフランクフルトのニーダー・シレジアン・マルヒャー鉄道の車両主任監督官となった。
この鉄道は1852年にプロイセン邦有鉄道に国有化され、ヴェーラーの名声は高まり、プロイセン商務省から鉄道車軸の破損原因を調査する任務に任命された。ヴェーラーの鋭敏な経営手腕と技術的リーダーシップが評価され、1874年に帝国アルザス＝ロレーヌ地方鉄道総局の局長に任命された。1889年に退職。

## 疲労破壊の研究
ヴェーラーは弾性理論の研究によって車軸の研究を始め、1855年にはエミール・クラペイロンの研究を先取りした格子梁のたわみを予測する方法を導き出した。 また、熱膨張を考慮し、はりの一端をローラーベアリングで支持する方法を導入した[要出典]。

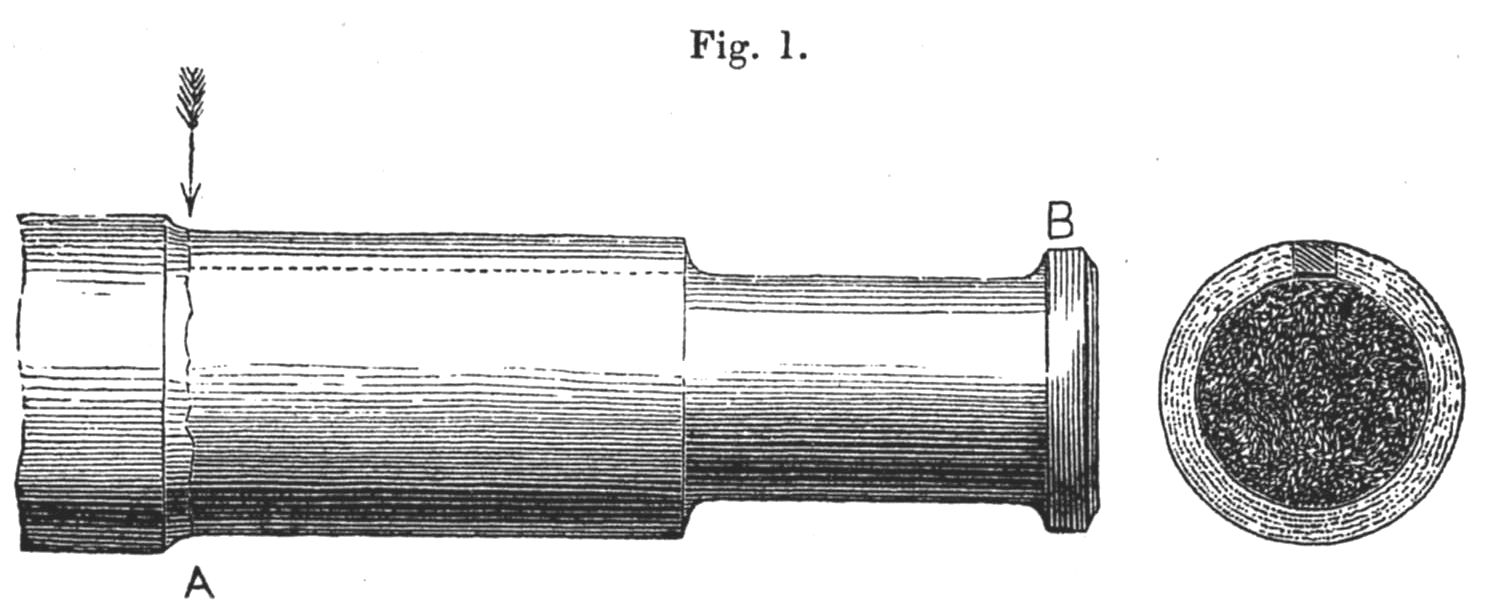
ヴェルサイユの事故後にジョセフ・グリンがスケッチした車軸の疲労破損の図面（1842年)

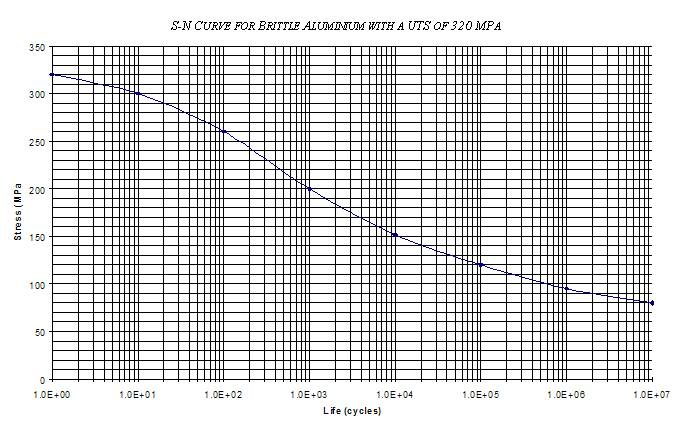
アルミニウム合金のS-N曲線

このような曲線は、部品の臨界点の応力を下げることで、疲労の問題を最小限に抑えるために使用することができる。ヴェーラーは、製品が印加荷重を支えきれなくなるまで、表面欠陥からき裂が成長することによって疲労が発生することを明確に示した。破壊の履歴は、破壊表面の研究から理解することができる。彼は鉄道車軸に繰り返し荷重をかけるための装置を開発した。その主な理由は、多くの事故が突然の疲労破壊に起因していたからである。1867年のパリ万国博覧会で彼の研究が発表され、広く国際的に知られるようになった。ヴェーラーは鉄鋼の疲労試験の国内での標準化および試験、認証を提唱した。1914年、ハノーファーで死去。